# عصب عجاني
العصب العجاني (بالإنجليزية: Perineal nerve)‏ هو عصب يتَفرعُ من العصب الفرجي.

## مساره
يسيرُ نحو المثلث البولي التناسلي ثُم يتفرع منه فروعٌ جلدية وحركية. الفروع الحركية تُعصب العضلات الهيكلية في الجيبة العجانية السطحية والعميقة، أما الفروع الحسية فيكون أكبرها العصب الصفني الخلفي في الذكور، و العصب الشفري الخلفي في الإناث.
يتفرع إلى:
- الفرع العميق للعصب العجاني
- عصب شفري خلفي في الإناث أو عصب صفني خلفي في الذكور